# Цзяо (фамилия)

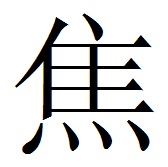

Цзяо (кит. 焦姓) — китайская фамилия (клан), 222-я в списке Байцзясин. Исторически Цзяо — название княжества на западе пров. Хэнань в эпоху Чжоу, современное значение — «гореть».

## Известные Цзяо 焦
- Лерой Рассел Чиао (Цзяо Личжун , 焦立中) — американский астронавт-исследователь НАСА. Уроженец Милуоки, штат Висконсин. Родители из провинции Шаньдун.
- Цзяо Люян (焦刘洋; 1991 г.р. Харбин) китайская спортсменка, участница Олимпиады 2008 года, показавшая хороший результат на дистанции 200 метров.